# Neogossea sexiseta
Neogossea sexiseta är en djurart som tillhör fylumet bukhårsdjur, och som beskrevs av Krivanek 1959. Neogossea sexiseta ingår i släktet Neogossea och familjen Neogosseidae. Inga underarter finns listade i Catalogue of Life.